# Dichistius multifasciatus
Dichistius multifasciatus is een straalvinnige vissensoort uit de familie van galjoenvissen (Dichistiidae). De wetenschappelijke naam van de soort is voor het eerst geldig gepubliceerd in 1914 door Pellegrin.